# Římskokatolická farnost – děkanství Rožďalovice
Římskokatolická farnost – děkanství Rožďalovice je církevní správní jednotka sdružující římské katolíky na území města Rožďalovice a v jeho okolí. Organizačně spadá do mladoboleslavského vikariátu, který je jedním z 10 vikariátů litoměřické diecéze. Farnost původně patřila do nymburského vikariátu, který při úpravách hranic diecéze ke 31. květnu 1993 zanikl. Od roku 2008 byla administrována z farnosti Mcely a od 15. března 2023 je administrována excurrendo z Dobrovic.

## Historie farnosti

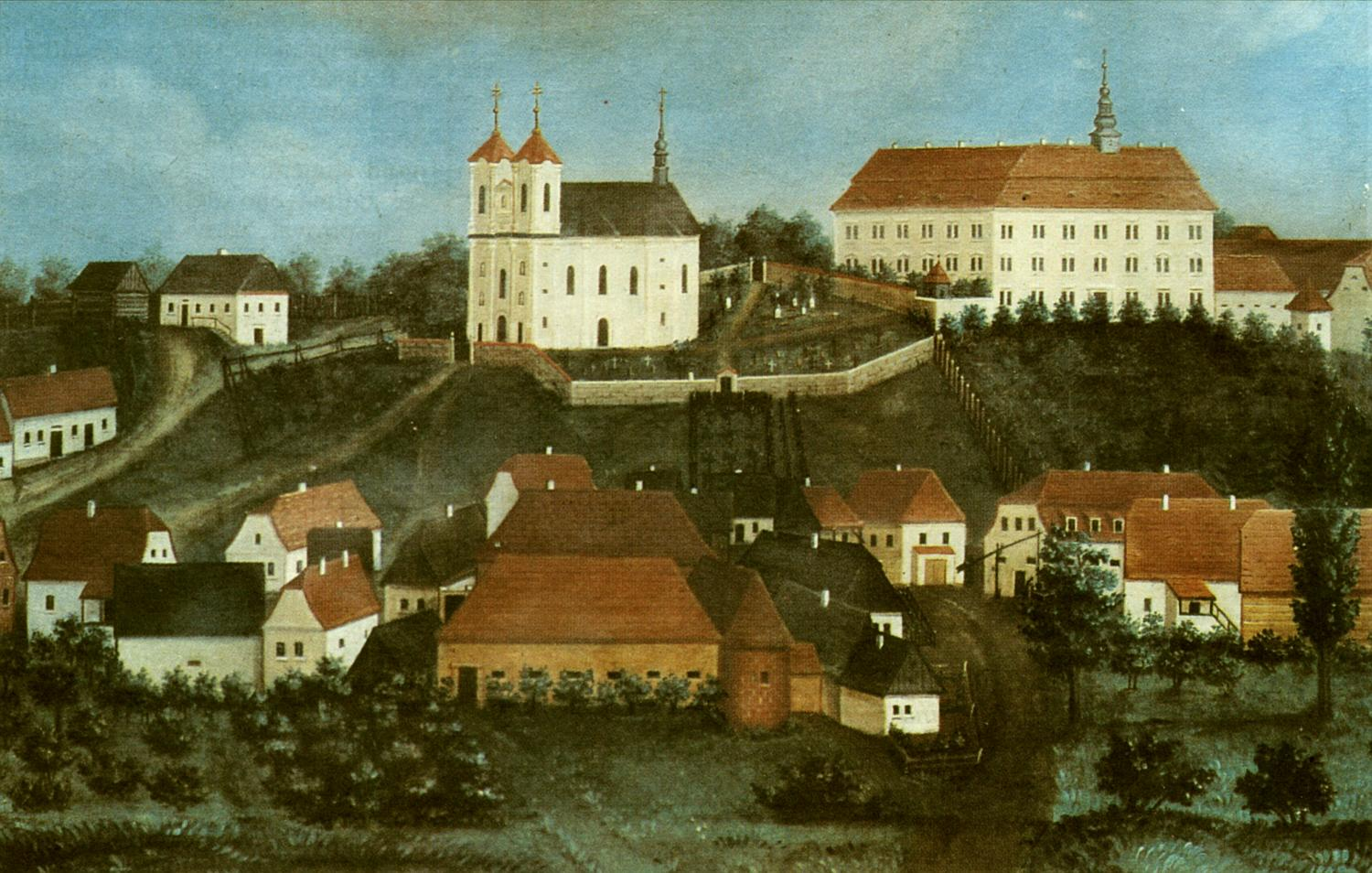
Rožďalovice na anonymní malbě z roku 1825

Stará farnost, která v neznámé době zanikla, byla obnovena v roce 1682. Děkanský kostel sv. Havla byl vybudován na místě gotické stavby barokně v letech 1726-1733. Ze stejné doby pochází památkově chráněná budova bývalého děkanství, která je však po prodeji v soukromém vlastnictví.
Kostel byl renovován v roce 1912, a později v roce 1942. Vlastního duchovního správce měla farnost až do roku 2008, kdy začala být administrována ex currendo.

## Duchovenstvo

### Duchovní správcové vedoucí farnost
Začátek působnosti jmenovaného v duchovní správě farnosti od:
- 1352 Ioannes
- 1354 Gallus, † 1355
- 1355 Vitus
- od r. 1386 Ioannes, † 1391
- 1391 Tas z Babic, † 1413,
- 1413 Ioannes z Bošína, † 1419
- 1419 Nicolaus
- kolem r. 1479 Januarius
- 1662 Jacob. Ignat. Sartorin
- 1665 Iul. V. Reythárek
- 1676 Ioach. Krumpa
- 1692 Ioann. Saukop
- 1697 Georg. Hoffmeister
- 1709 Ignat. Cardian
- 1718 Vojtěch František Josef Levinský, n. 9. 4. 1682 Chlumec nad Cidlinou, † 9. 4. 1768
- 1768 Georg. Endler
- 1784 Wenc. Schramek, † 24.12. 1810
- 1811 Wenc. Pokorny, n. 6. 6. 1746 Rožďálovice, o. 25. 5. 1771, † 27. 3. 1826
- 1826 Greg. Horetzky, n. 12. 3. 1795 Mirotice, o. 24. 8. 1820, † 23. 8. 1851
- 1851 Franc. Šoreis, n. 5. 5. 1807 Wiskeřens., o. 28. 9. 1832, † 31. 1. 1897
- 1897 Adolph. Maleček, n. 14. 12. 1845 Velvary, o. 23. 7. 1870, † 24. 7. 1927
- 1. 9. 1927 Josef Pařík, děkan, n. 1. 7. 1885 Doubravice, o. 16. 7. 1911, † 18. 1. 1975
- 1. 9. 1961 Josef Kovář
- 1. 4. 1967 Jaroslav Drábek, admin. (od 29. 1. 1968 při příležitosti 60. narozenin jmenován notářem litoměřické kurie[1])
- 1. 8. 1972 Bohuslav Skácel, děkan
- 1. 9. 1984 František Segeťa, děkan
- 1. 10. 2005 Milan Matfiak, admin.
- 15. 7. 2008 Milan Matfiak, admin. exc. ze Mcel
- 1. 7. 2016 Lukáš Hrabánek, admin. exc. ze Mcel[2]
- 15. 3. 2023 František Janíček, admin. exc. z Dobrovic[3]

Kromě kněží stojících v čele farnosti, působili ve farnosti v průběhu její historie i jiní kněží. Většinou pracovali jako farní vikáři, kaplani, katecheté, výpomocní duchovní aj.

### Kněží rodáci
- Mons. Jan Pohl

## Římskokatolické sakrální stavby a místa kultu na území farnosti
| | Fotografie | Stavba                       | Místo              | Bohoslužby                      | Zeměpisné souřadnice             | Status          | Číslo kulturní památky                       |
| Kostel | Kostel     | Kostel                       | Kostel             | Kostel                          | Kostel                           | Kostel          | Kostel                                       |
| --- | ---------- | ---------------------------- | ------------------ | ------------------------------- | -------------------------------- | --------------- | -------------------------------------------- |
| 1. |            | Kostel sv. Havla             | Rožďalovice        | bližší informace o bohoslužbách | 50°18′26″ s. š., 15°10′15″ v. d. | farní kostel    | 45970/2-1946 (Pk•MIS•Sez•Obr•WD) (Q18113878) |
| Kaple |            |                              |                    |                                 |                                  |                 |                                              |
| 2. |            | Kaple sv. Kříže              | Rožďalovice        | bližší informace o bohoslužbách | 50°18′43″ s. š., 15°10′16″ v. d. | hřbitovní kaple | —                                            |
| 3. |            | Kaple Navštívení Panny Marie | Podlužany          | bližší informace o bohoslužbách | 50°17′12″ s. š., 15°10′ v. d.    | kaple           | —                                            |
| 4. |            | Kaple Povýšení sv. Kříže     | Sovolusky u Košíku | bližší informace o bohoslužbách | 50°19′41″ s. š., 15°6′50″ v. d.  | obecní kaple    | —                                            |
| Některé drobné sakrální stavby a pamětihodnosti lze dohledat zde v databázi Drobné sakrální památky Zaniklé sakrální stavby lze dohledat zde v databázi Poškozené a zničené kostely, kaple a synagogy v České republice |            |                              |                    |                                 |                                  |                 |                                              |